# Antoni Gałecki (piłkarz)
Antoni Gałecki (ur. 4 czerwca 1906 w Łodzi, zm. 14 grudnia 1958 tamże) – polski piłkarz, obrońca. Uczestnik IO 36 i MŚ 38.

## Kariera sportowca i trenera
W 1922 rozpoczął treningi w ŁKS-ie, w pierwszym zespole debiutował cztery lata później i do 1939 miał niepodważalną pozycję w defensywie łódzkiej drużyny – wystąpił w ponad 500 spotkaniach, przez wiele lat był kapitanem.
W 1934 roku wraz z Władysławem Karasiakiem prowadził pierwszoligowy ŁKS Łódź.

## Uczestnik pierwszego ligowego meczu w Polsce
Był uczestnikiem pierwszego meczu ligowego w Polsce, który został rozegrany w Łodzi, w dniu 3 kwietnia 1927 r., rozpoczął się o godz. 15.00. Zmierzyły się drużyny ŁKS-u i Turyści Łódź, na boisku na rogu ul. Wodnej i Nawrot, naprzeciw szkoły salezjańskiej. Mecz zakończył się zwycięstwem ŁKS-u 2:0. W październiku 2012 w miejscu tego meczu została odsłonięta tablica pamiątkowa umieszczona na dużym na głazie narzutowym o treści: „W tym miejscu zaczęła się historia polskiej ligi piłkarskiej, na istniejącym tu w latach 1912–1939 boisku klubu „Turystów”, rozegrano 3 kwietnia 1927, o godz. 15.00, pierwszy mecz ligowy w Polsce i padła pierwsza bramka. „Turyści” – Łódź – ŁKS 0:2. W 85 rocznicę tego wydarzenia, z inicjatywy „Dziennika Łódzkiego i „Fundacji „Ełkaesiak”, tablicę ufundował Zakład Wodociągów i Kanalizacji. Łódź 2012.”.

## Kariera reprezentacyjna
W reprezentacji Polski na przestrzeni 10 lat (1928-1938) rozegrał 18 oficjalnych spotkań międzypaństwowych. Wraz z drużyną zajął czwarte miejsce na igrzyskach w Berlinie, wystąpił w meczach z reprezentacją Węgier. Wielką Brytanią (5:4), Austrią (1-3) i Norwegią (2-3)
W 1938 zagrał w historycznym, premierowym meczu Polaków na mistrzostwach świata. W meczu z Brazylią zagrał w parze z Władysławem Szczepaniakiem.

## Hokeista
Na początku lat 30. minionego stulecia, w okresie zimowym, wzmacniał wielokrotnie drużynę hokeistów swojego macierzystego klubu.

## Uczestnik II wojny światowej
Brał udział w wojnie obronnej 1939 r. w stopniu kaprala, po klęsce znalazł się na Węgrzech. Został internowany w Egerze. Następnie przez Jugosławię przedostał się na Bliski Wschód. Był żołnierzem Samodzielnej Brygady Strzelców Karpackich (od marca 1942 3 Dywizja Strzelców Karpackich) wstąpił do 2 Korpusu. Walczył pod Tobrukiem i Monte Cassino. Został odznaczony Gwiazdą Afryki i Krzyżem Monte Cassino Do kraju wrócił 10 lutego 1947 Zajmował się pracą szkoleniową klubach ŁKS i Boruta Zgierz.

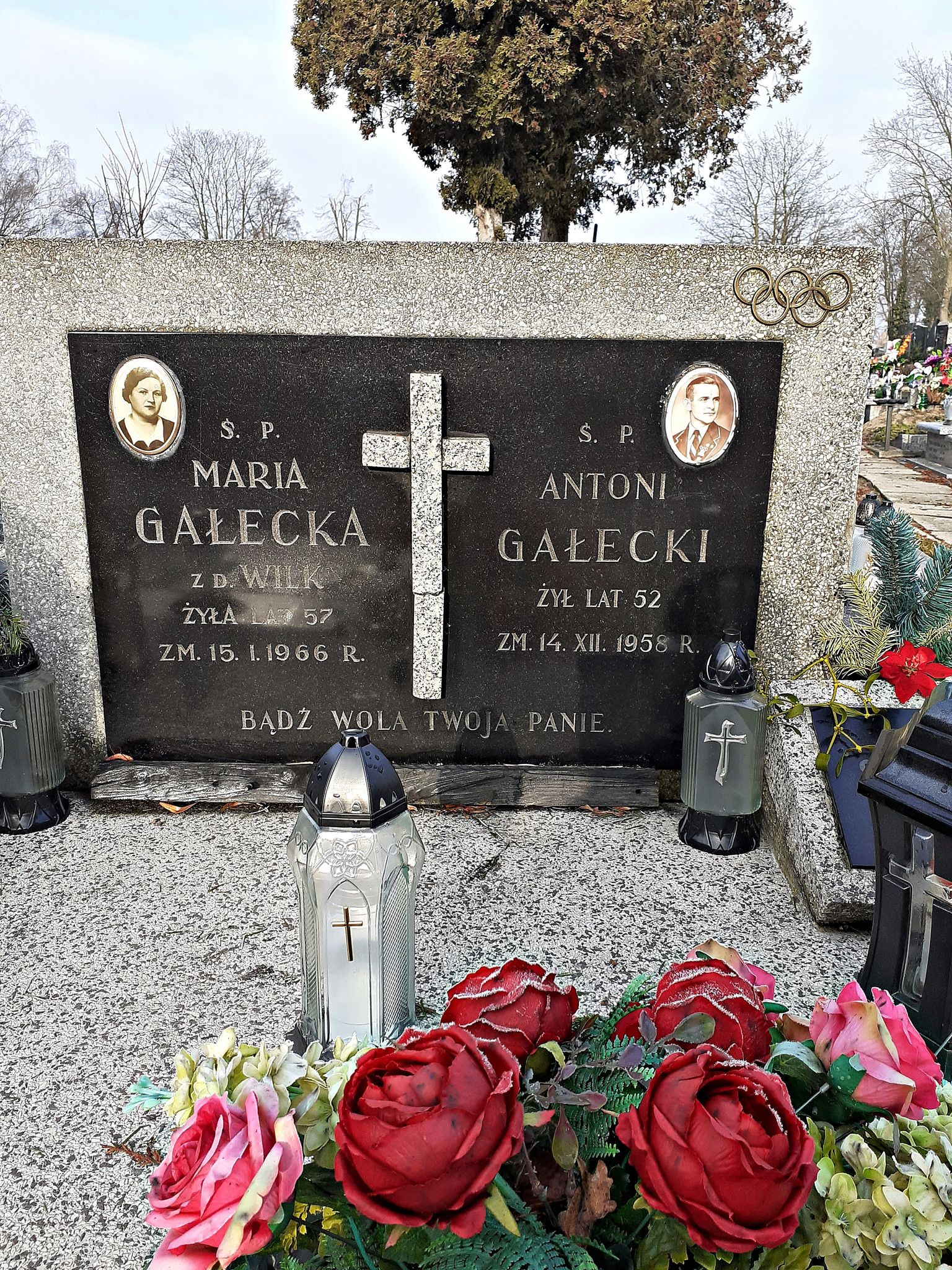
Grób Antoniego Gałeckiego na cmentarzu pw. św. Antoniego w Łodzi